# Intervallatae (Bulbophyllum)
Intervallatae es una sección del género Bulbophyllum perteneciente a la familia de las orquídeas.
Se caracterizan por sus apenas visibles pseudobulbos, no muy bien desarrollados, que dan lugar a una corta a larga inflorescencia nervuda con racimos sucesivos en el ápice. El labio es más bien plano y bastante suave y en la columna con pequeños dientes, cortos o reducidos. 

## Especies
1. Bulbophyllum aemulum Schltr. 1905 Papúa Nueva Guinea
2. Bulbophyllum andreeae A.D.Hawkes 1956 Nueva Guinea
3. Bulbophyllum attenuatum Rolfe 1896 Borneo
4. Bulbophyllum caloglossum Schltr. 1913 Papúa Nueva Guinea
5. Bulbophyllum cleistogamum Ridl. 1895  Malasia, Borneo y Luzon
6. Bulbophyllum digoelense J.J. Sm. 1911 Papúa Nueva Guinea
7. Bulbophyllum garupinum Schltr. Papúa Nueva Guinea
8. Bulbophyllum hamadryas Schltr. 1913 Nueva Guinea
9. Bulbophyllum infundibuliforme J.J. Sm. 1830-4 Amboin Island y Nueva Guinea
10. Bulbophyllum longiscapum Rolfe 1896 Papúa Nueva Guinea,  Solomon Islands a Tonga, Fiyi, Vanuatu y Samoa
11. Bulbophyllum lumbriciforme J.J.Sm. 1920 Sumatra y Malasia
12. Bulbophyllum macrochilum Rolfe 1896 Malasia, Singapur y Borneo
13. Bulbophyllum mandibulare Rchb.f. 1882 Sabah, Borneo
14. Bulbophyllum papilio J.J.Sm. 1910 Nueva Guinea
15. Bulbophyllum salebrosum J.J.Smith 1927 Sumatra
16. Bulbophyllum scrobiculilabre J.J.Sm.1914 Papúa Nueva Guinea
17. Bulbophyllum septemtrionale J.J. Sm. 1913 Papúa Nueva Guinea
18. Bulbophyllum serra Schltr. 1913 Papúa Nueva Guinea
19. Bulbophyllum tardeflorens Ridley May 1896 Borneo